# Уангані
Уангані́, Уанґані (фр. Ouangani) — муніципалітет у Франції, в заморському департаменті Майотта. Населення — 6577 осіб (2007).
Муніципалітет розташований на відстані близько 8300 км на південний схід від Парижа, 13 км на південний захід від Мамудзу.